# Dorota Jadwiga Braunschweig-Wolfenbüttel
Dorothea Hedwig (ur. 3 lutego 1587 w Wolfenbüttel, zm. 16 października 1609 w Zerbst) – księżniczka Brunszwiku-Wolfenbüttel, poprzez małżeństwo księżna Anhalt-Zerbst. Pochodziła z rodu Welfów.
Była córką księcia Brunszwiku-Wolfenbüttel Henryka Juliusza i jego pierwszej żony księżnej Doroty (zmarłej przed wstąpieniem męża na tron).
29 grudnia 1605 poślubiła księcia Anhalt-Zerbst Rudolfa. Para miała cztery córki:
- córkę (1606-1606)
- księżniczkę Dorotę (1607-1634)
- księżniczkę Eleonorę (1608-1681)
- córkę (1609-1609)